# مارک کام
مارک کام (انگلیسی: Mark Came؛ زادهٔ ۱۴ سپتامبر ۱۹۶۱) بازیکن فوتبال اهل بریتانیا است.
از باشگاه‌هایی که در آن بازی کرده‌است می‌توان به باشگاه فوتبال اکستر سیتی، باشگاه فوتبال وینسفورد یونایتد، و باشگاه فوتبال بولتون واندررز اشاره کرد.